# Pilosella pseudopilosella
Pilosella pseudopilosella é uma espécie de planta com flor pertencente à família Asteraceae. 
A autoridade científica da espécie é (Ten.) Soj, tendo sido publicada em Folia Geobot. Phytotax. 6 (2): 217. 1971.

## Portugal
Trata-se de uma espécie presente no território português, nomeadamente em Portugal Continental.
Em termos de naturalidade é nativa da região atrás indicada.

## Protecção
Não se encontra protegida por legislação portuguesa ou da Comunidade Europeia.